# Zamarada serrula
Zamarada serrula är en fjärilsart som beskrevs av Fletcher 1974. Zamarada serrula ingår i släktet Zamarada och familjen mätare. Inga underarter finns listade i Catalogue of Life.